# لوئیز هنسن
لوئیز هنسن (انگلیسی: Louise Hansen؛ زادهٔ ۴ مهٔ ۱۹۷۵) بازیکن فوتبال، و سرمربی (فوتبال) اهل دانمارک است.
از باشگاه‌هایی که در آن بازی کرده‌است می‌توان به باشگاه فوتبال آینتراخت فرانکفورت (زنان) اشاره کرد.